# Merényi Gusztáv Kórház
A Merényi Gusztáv Kórház egy régi budapesti egészségügyi intézmény, a Budapest IX. kerületében található Gyáli út mentén.

## Története
A Merényi Gusztáv Kórház eredetileg Budapesti Honvéd Helyőrségi Kórházként épült 1898-ban. (A létesítmény kerítését Vezelka Venanto tervezte.) Három pavilonjában 204 ágy állt a betegek rendelkezésére. A kórház a fejlesztések során a második világháború végére 292 ágyasra fejlődött, és 1945 után Honvéd Repülőkórházként üzemelt. 1957-ben adta át a Honvédség az intézményt polgári célokra. Ekkor a létesítmény a IX. kerületi Tanácshoz került Gyáli úti kórház néven.
1970-ben vette fel Merényi Gusztáv nevét. Ebben az időszakban újabb bővítések is történtek benne, ezért 1971-re már 447 kórházi ággyal rendelkezett. A kórház 1977-től a Szent István Kórházhoz tartozott.
Később[mikor?] a Dél-pesti Centrumkórház része lett, majd 2023-tól a Semmelweis Egyetemhez került át.

## Képtár

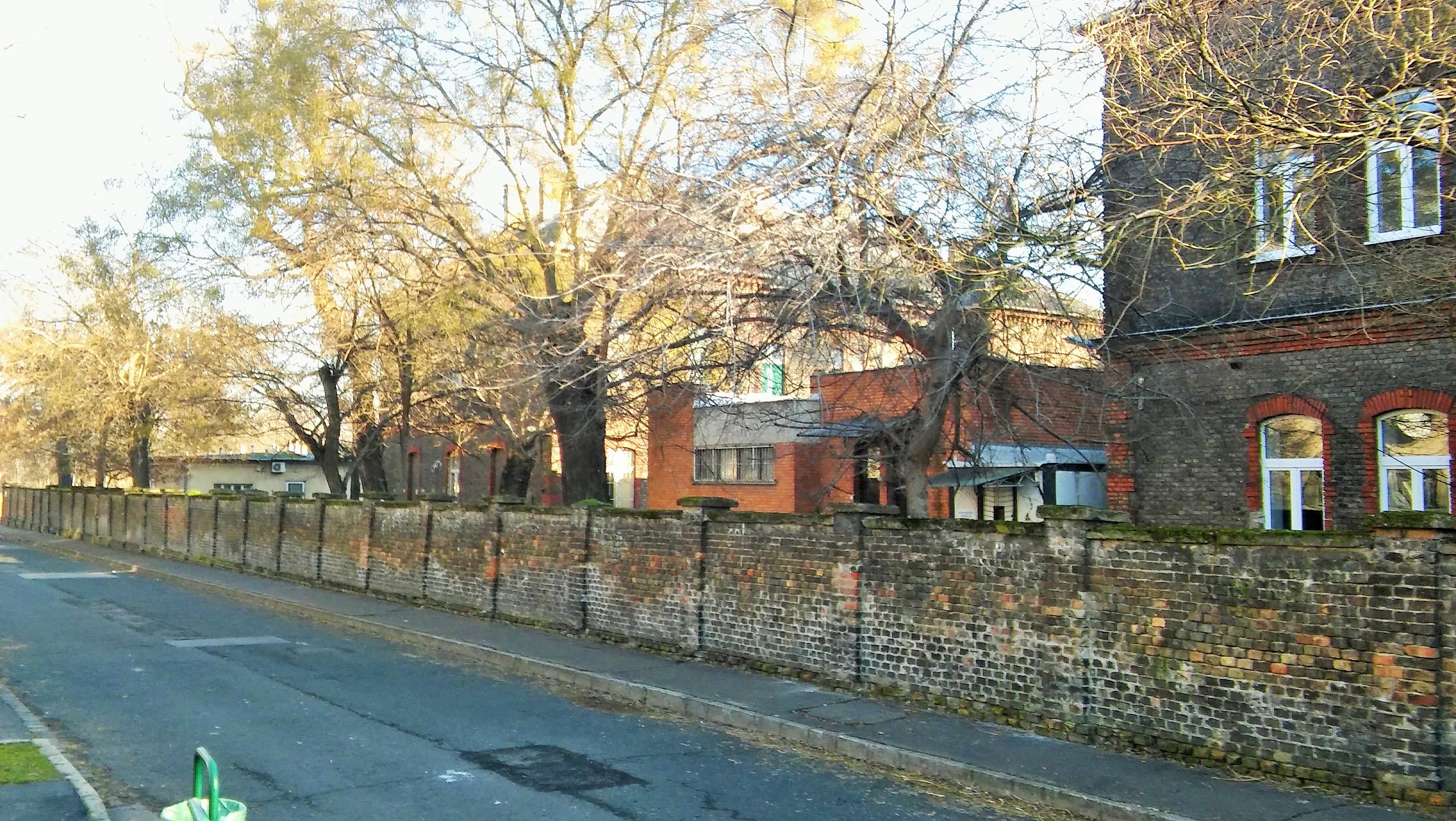
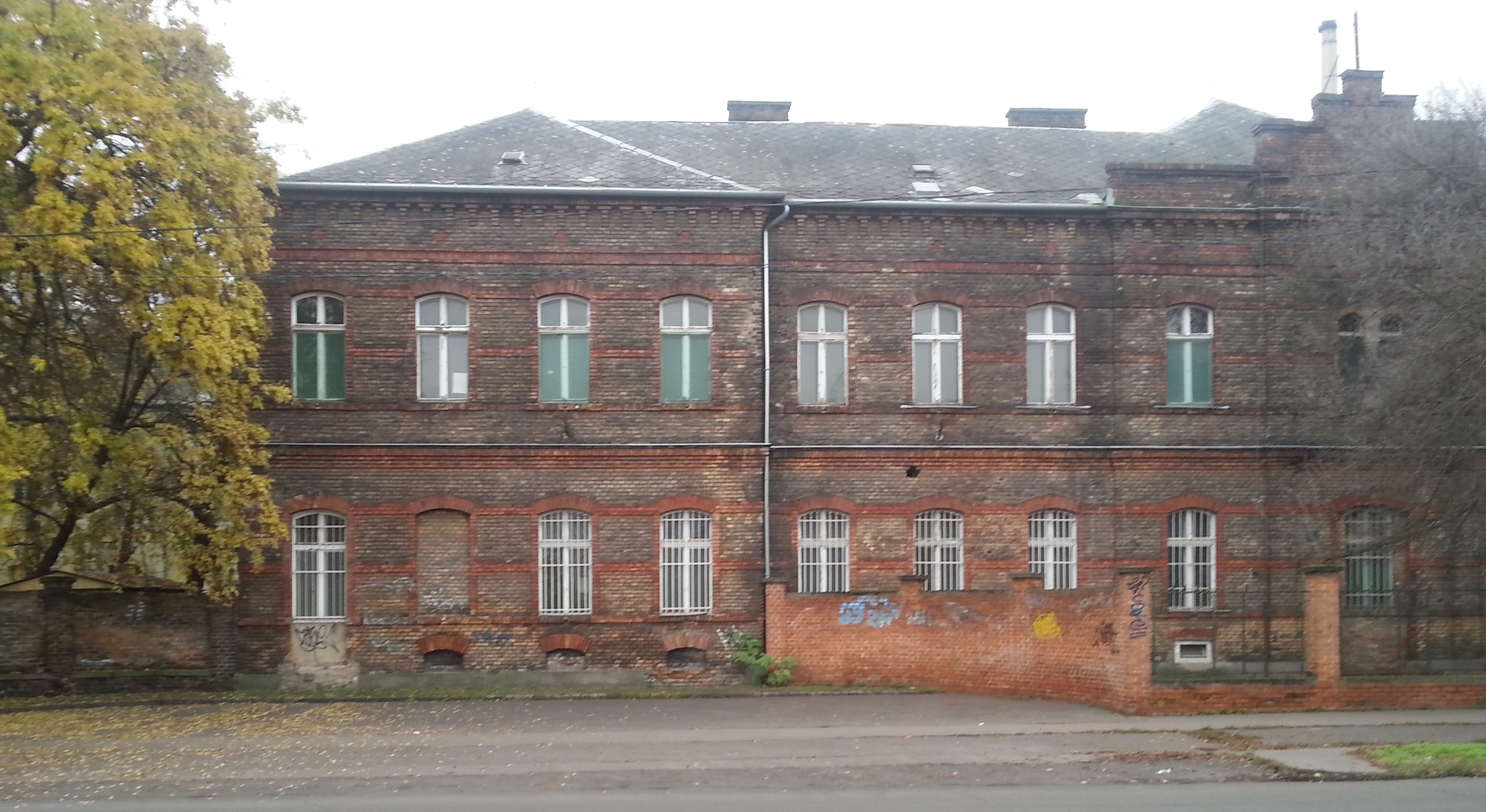
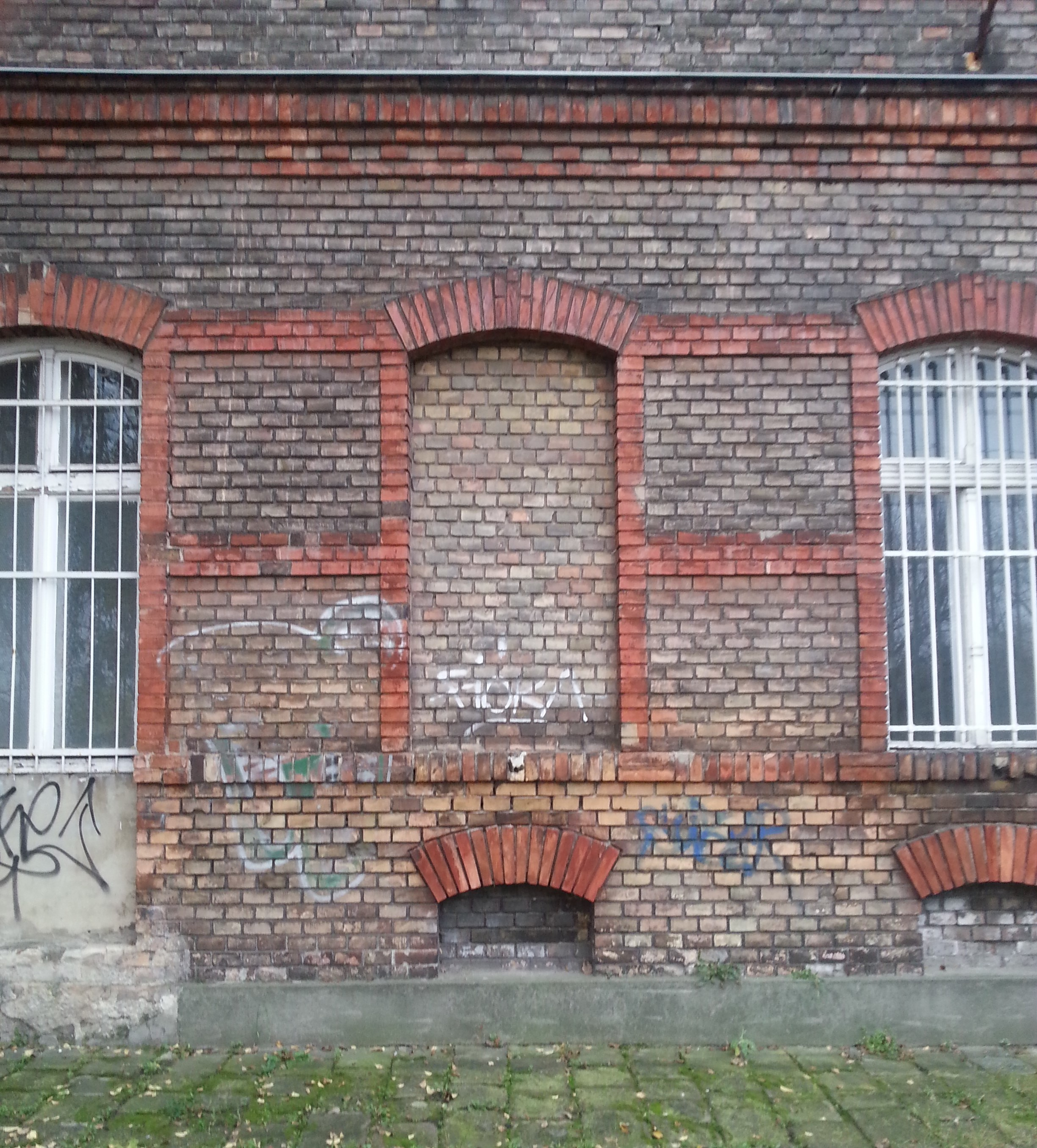
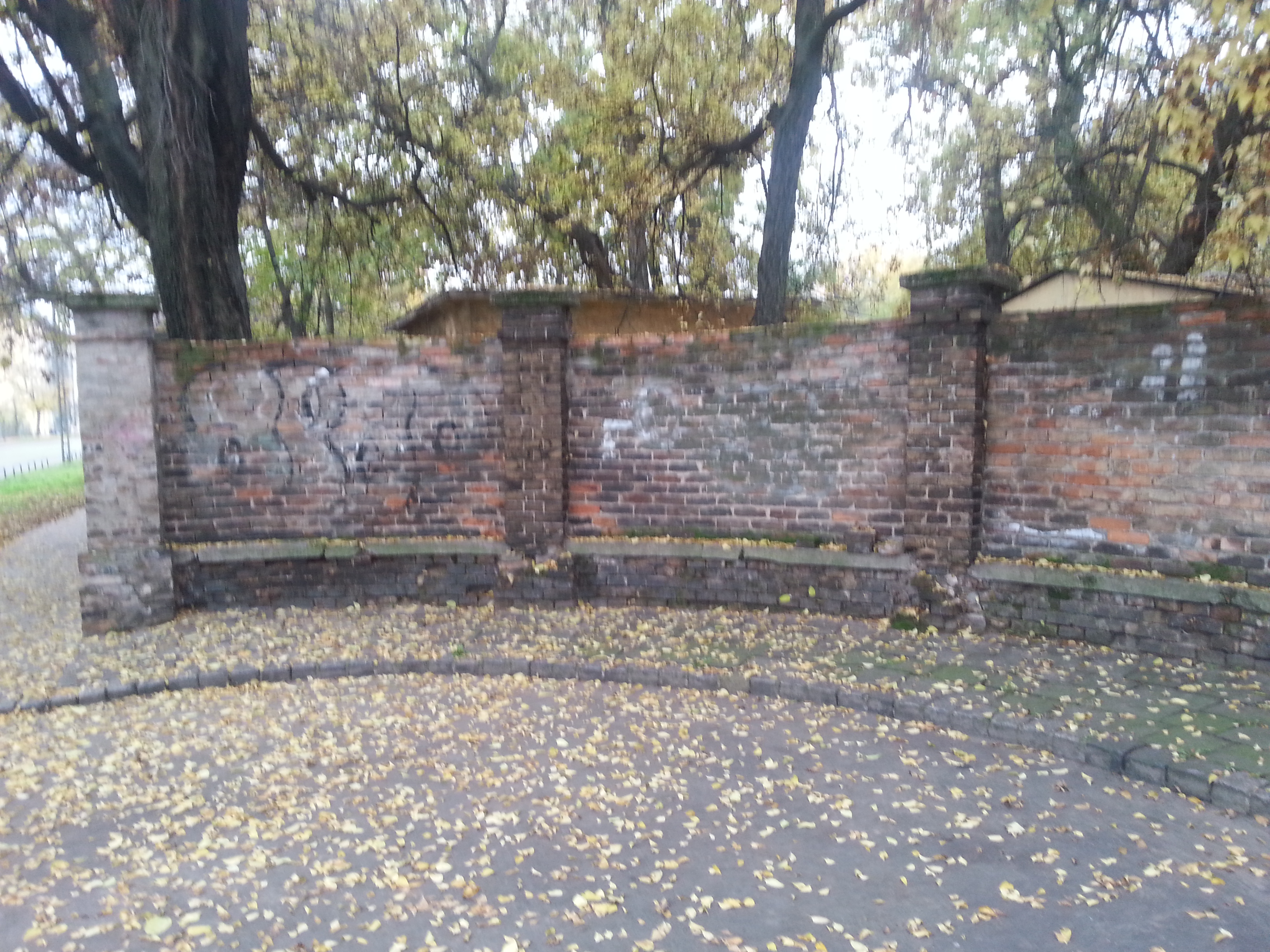
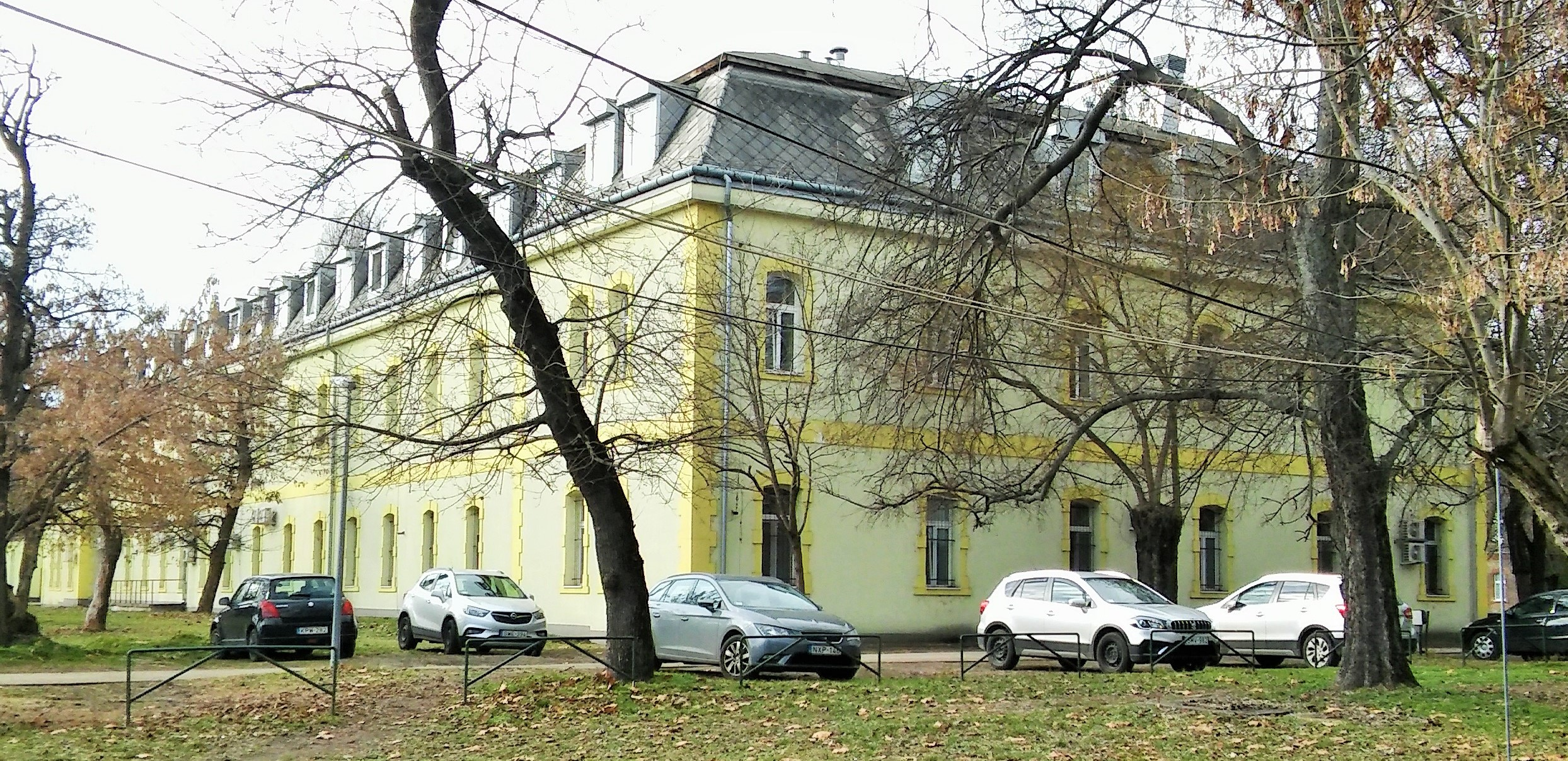
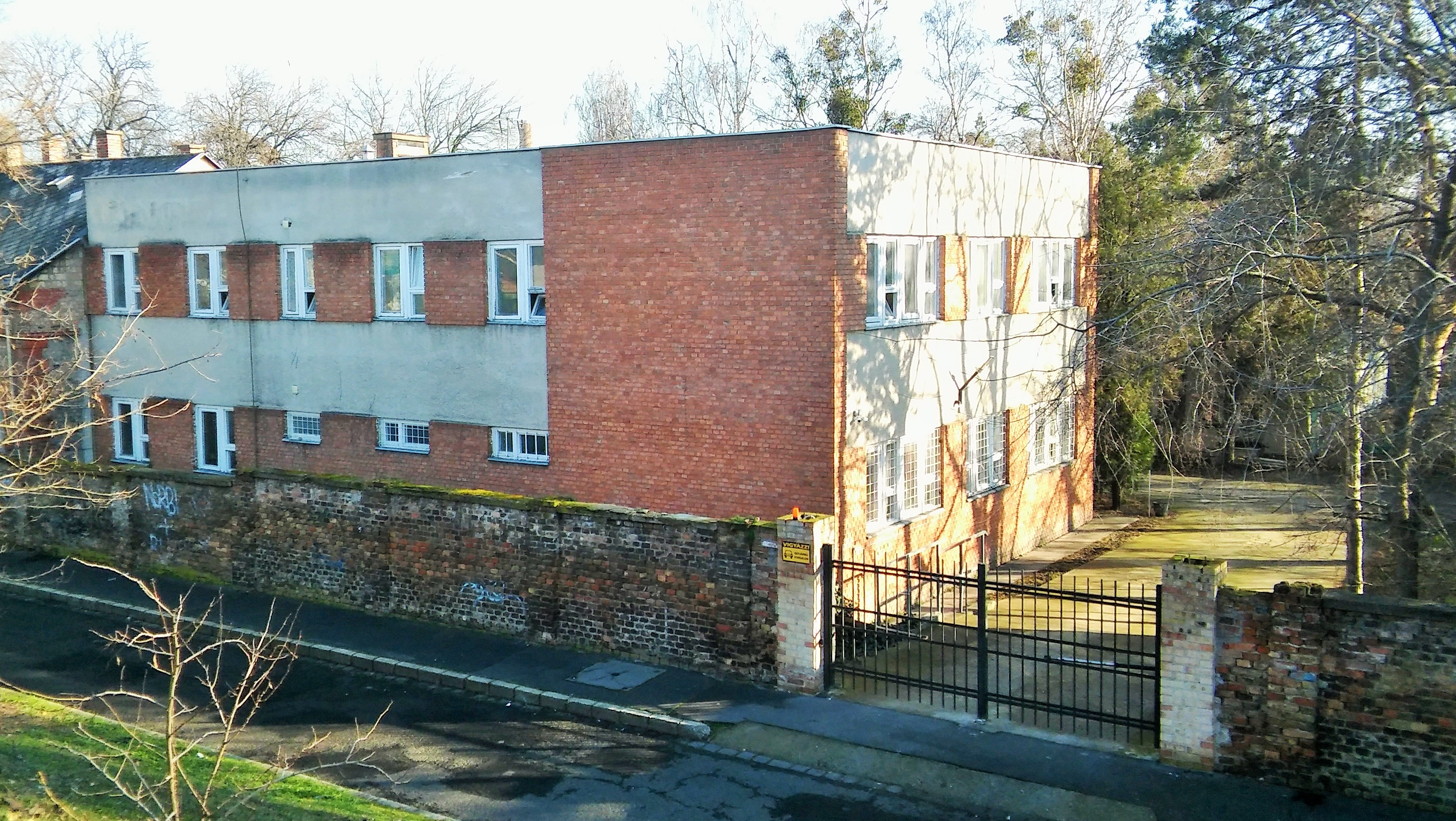